# František Donth
František Donth   (Rokytnice nad Jizerou, 1904 - valor desconegut) fou un esquiador de fons txecoslovac que va competir durant la dècada de 1920.
El 1928 va prendre part en els Jocs Olímpics d'Hivern de Sankt Moritz, on va disputar dues proves del programa d'esquí de fons. Fou onzè en els 18 quilòmetres i tretzè en els 50 quilòmetres.
Els seus millors èxits esportius els aconseguí al Campionat del Món d'esquí nòrdic, on guanyà una medalles d'or, dues de plata i una de bronze en les edicions de 1925 i 1927. També guanà dos campionats nacionals.